# Praga Grand
Praga Grand byl luxusní automobil, vyráběný v letech 1912–1932 firmou Českomoravská-Kolben-Daněk, a.s., automobilní oddělení Praga, v Praze-Libni. Vůz byl opatřen čtyřválcovým motorem objemu 3,8 l, od roku 1927 pak řadovým osmiválcem 3,4 až 4,4 l. Celkem vzniklo 1 196 vozů.

## Historie

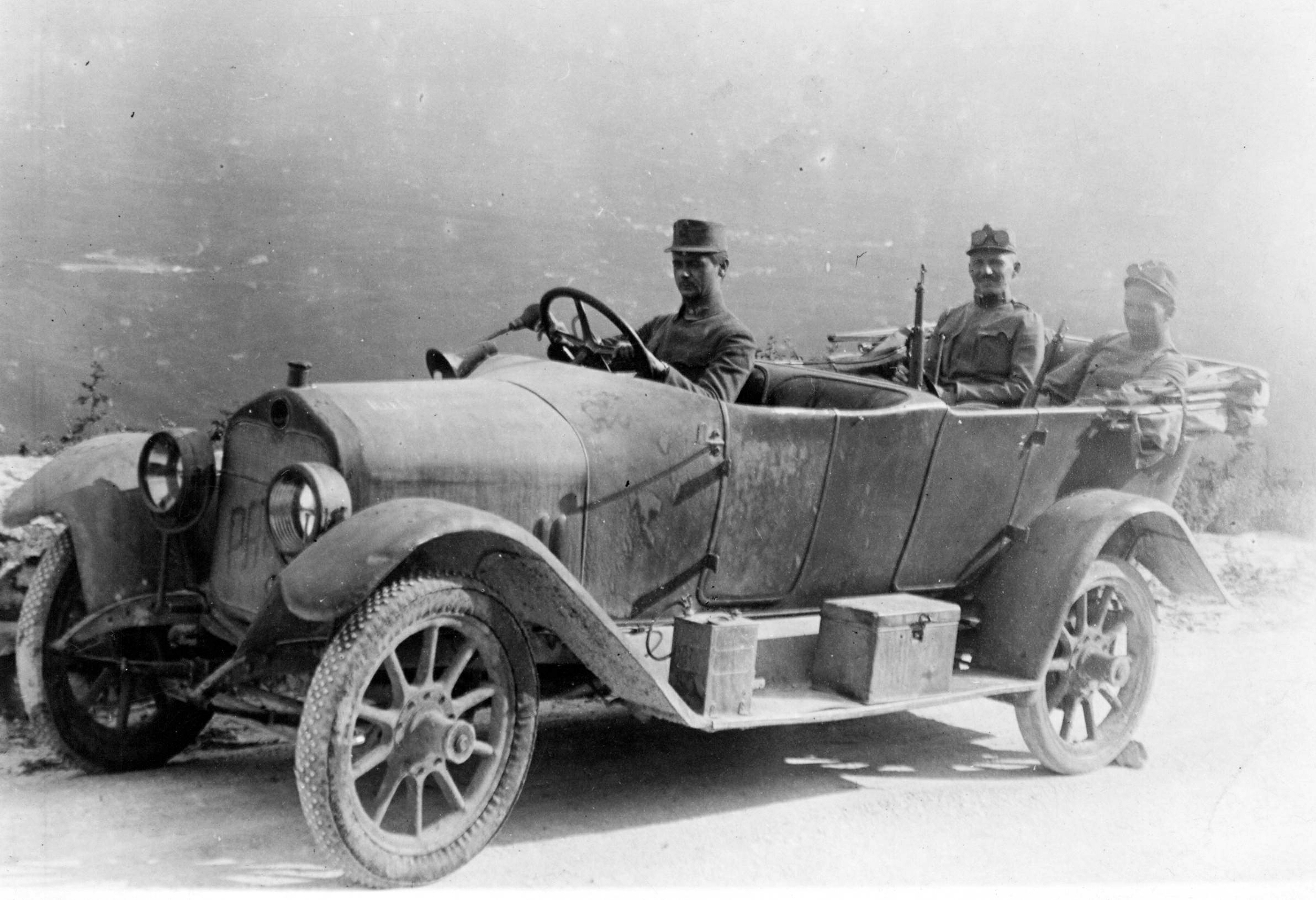
Praga Grand rakousko-uherské armády, cca 1915

Vůz Praga Grand vznikl v roce 1912 jako druhý typ vlastní konstrukce automobilky Praga (po voze Praga Mignon). Jeho autorem byl ing. František Kec, pozdější šéfkonstruktér a ředitel libeňské automobilky. První tři prototypové vozy ještě v roce 1912 obsadily přední příčky v Alpské soutěži. Prvním domácím startem nové značky Praga se stal závod do vrchu Zbraslav–Jíloviště a také prvním podnikem, kde startoval Miloš Bondy. Bondy startoval na voze Praga Grand v kategorii automobilů nad 2800 cm³ a v této kategorii i zvítězil. Tisk o něm uvedl: "s překvapující chladnokrevností a ve skvělém slohu vedl svoji krásnou Pragu ze zatáčky do zatáčky a vypracoval s ní na přímých úsecích rychlost závratnou". Tyto úspěchy zajistily objednávky ze strany rakousko-uherské armády, která automobily Grand využívala během první světové války jako velitelské a sanitní vozy. Kvůli nedostatečné kapacitě libeňské továrny byla dokonce zavedena licenční výroba vozu ve vagónce v uherském Rábu. Do konce 1. světové války bylo v továrně Praga vyrobeno 335 vozů Grand v sedmi sériích.

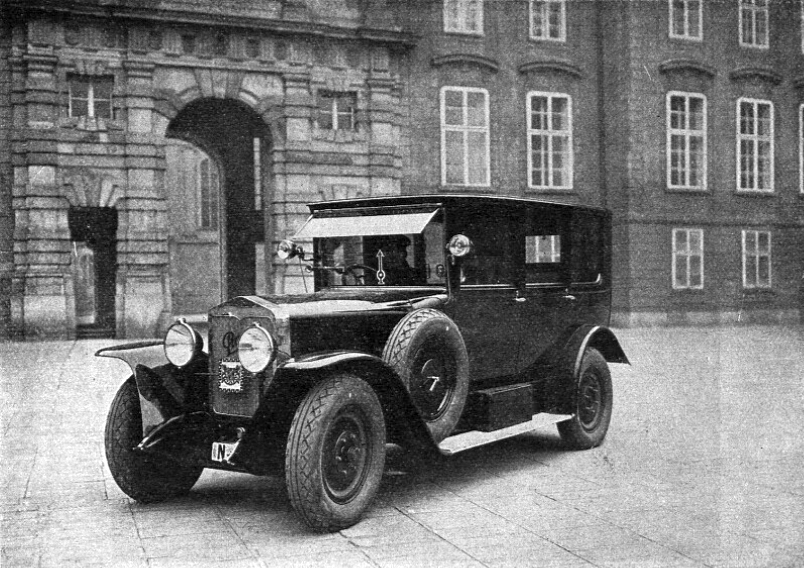
Praga Grand, limuzína pro T.G. Masaryka (1925)

Výroba vozu Praga Grand pokračovala i po vzniku ČSR. Během dvacátých let vůz postupně prodělal řadu změn. Jeho rozměry i výkon rostly, zdokonalovalo se i vnitřní vybavení. Svými technickými parametry, výbavou i cenou spadal do kategorie luxusních vozů a tvořil špičku nabídky automobilky Praga.  Renomé továrny Praga bylo v podstatě založeno na typu Grand HP15/50 k, s vrtáním válců 90 mm a zdvihu pístu 150 mm, který byl v té době nejrozšířenějším typem a představitelem značky Praga skoro po celém kontinentě. Vůz tohoto typu byl označovaná jako velmi vhodný pro velké túry a obecně byly známy jeho sportovní úspěchy již před první světovou válkou a také po válce např. v jízdách spolehlivosti kolem republiky.
Významnou změnou bylo nahrazení původního čtyřválcového motoru řadovým osmiválcem v roce 1927. Příchod hospodářské krize na počátku 30. let způsobil propad prodejů vozu Grand, jeho výroba byla nakonec v roce 1932 zastavena. Do sektoru luxusních vozů se automobilka Praga vrátila teprve v roce 1935 s vozem Praga Golden.
Celkem bylo vyrobeno 897 vozů se čtyřválcovým motorem a 299 vozů s osmiválcovým motorem, dohromady 1196 kusů. Hlavním provedením byla uzavřená šestisedadlová limuzína nebo otevřený faéton. Na šasi Praga Grand také vznikaly civilní i vojenské sanitky a hasičské vozy.

## Fotogalerie

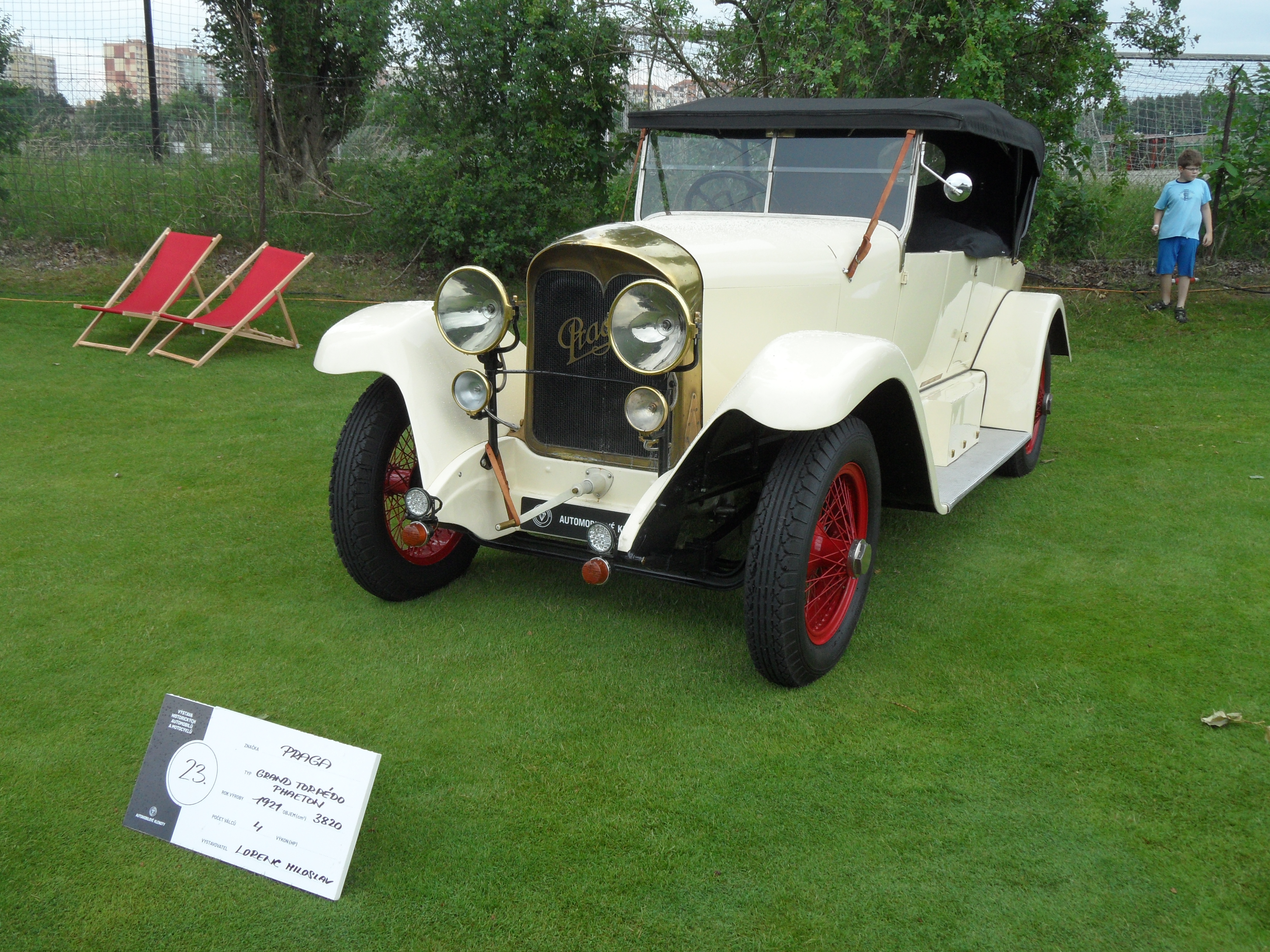
Praga Grand Torpédo Phaeton (1921) na Automobilové klenoty 2019
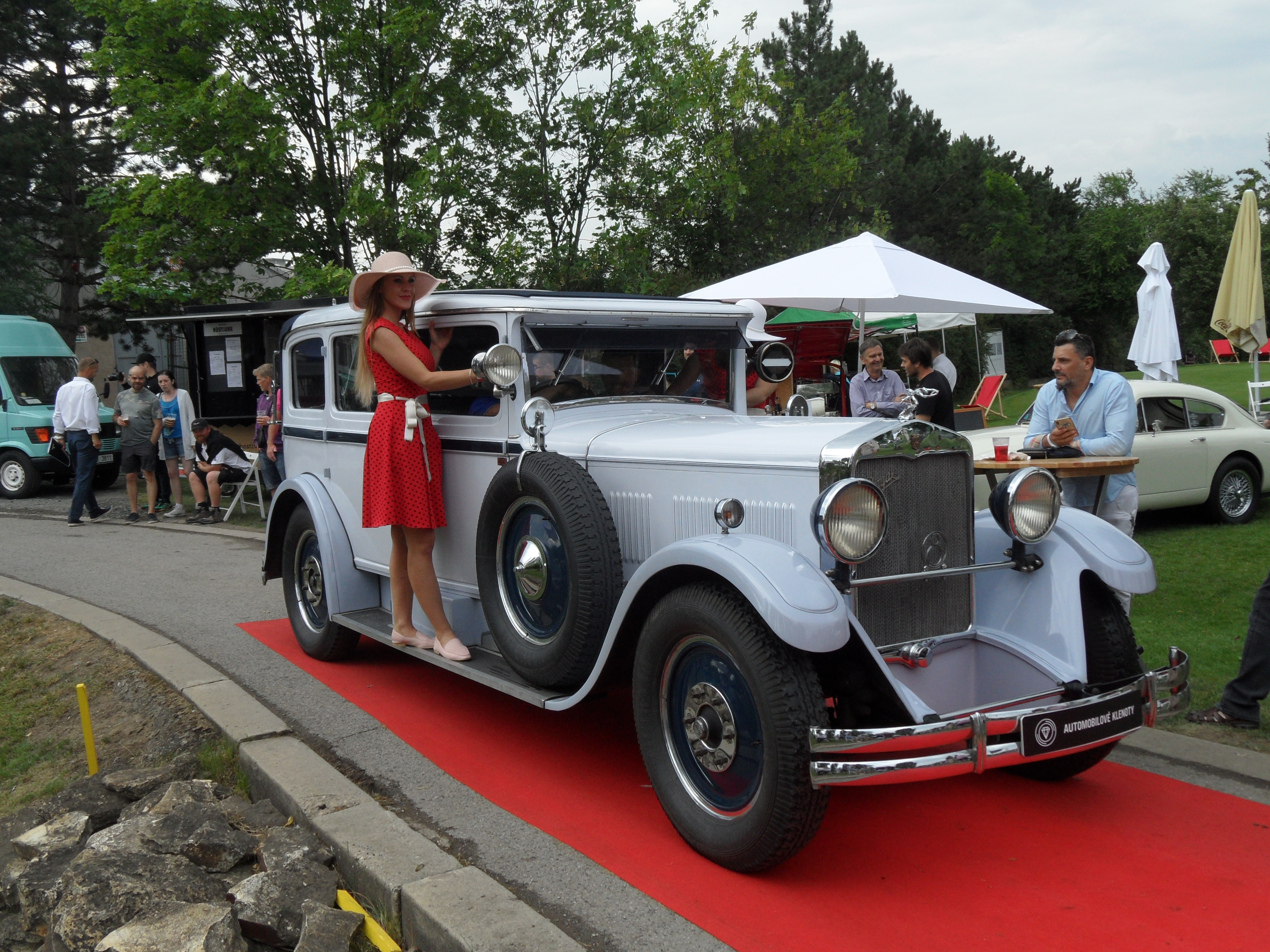
Praga Grand (1929) na Automobilové klenoty 2019: Soutěž elagance
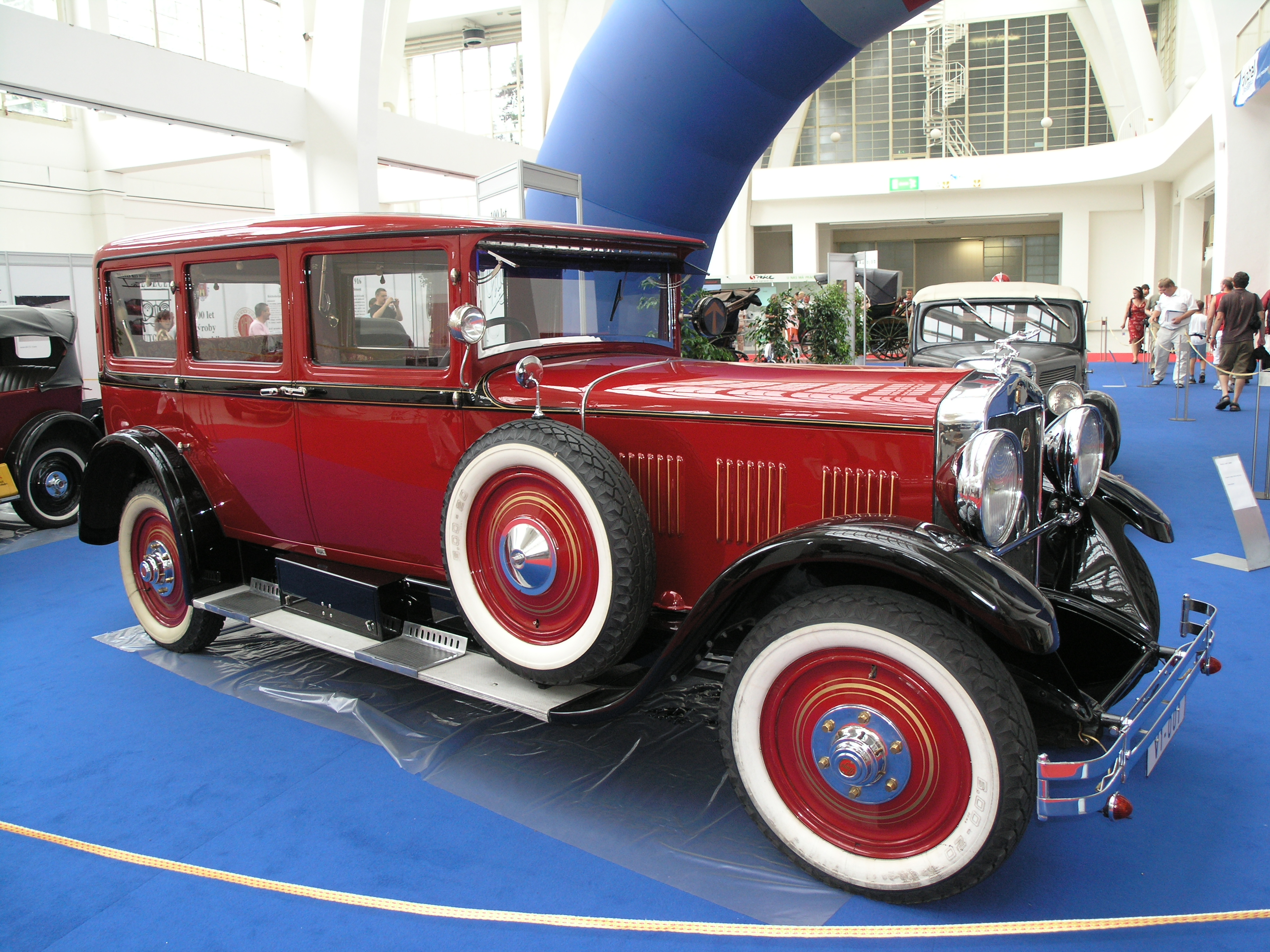
Praga Grand (1929) na výstavě Dědeček automobil (Brno, 2007)
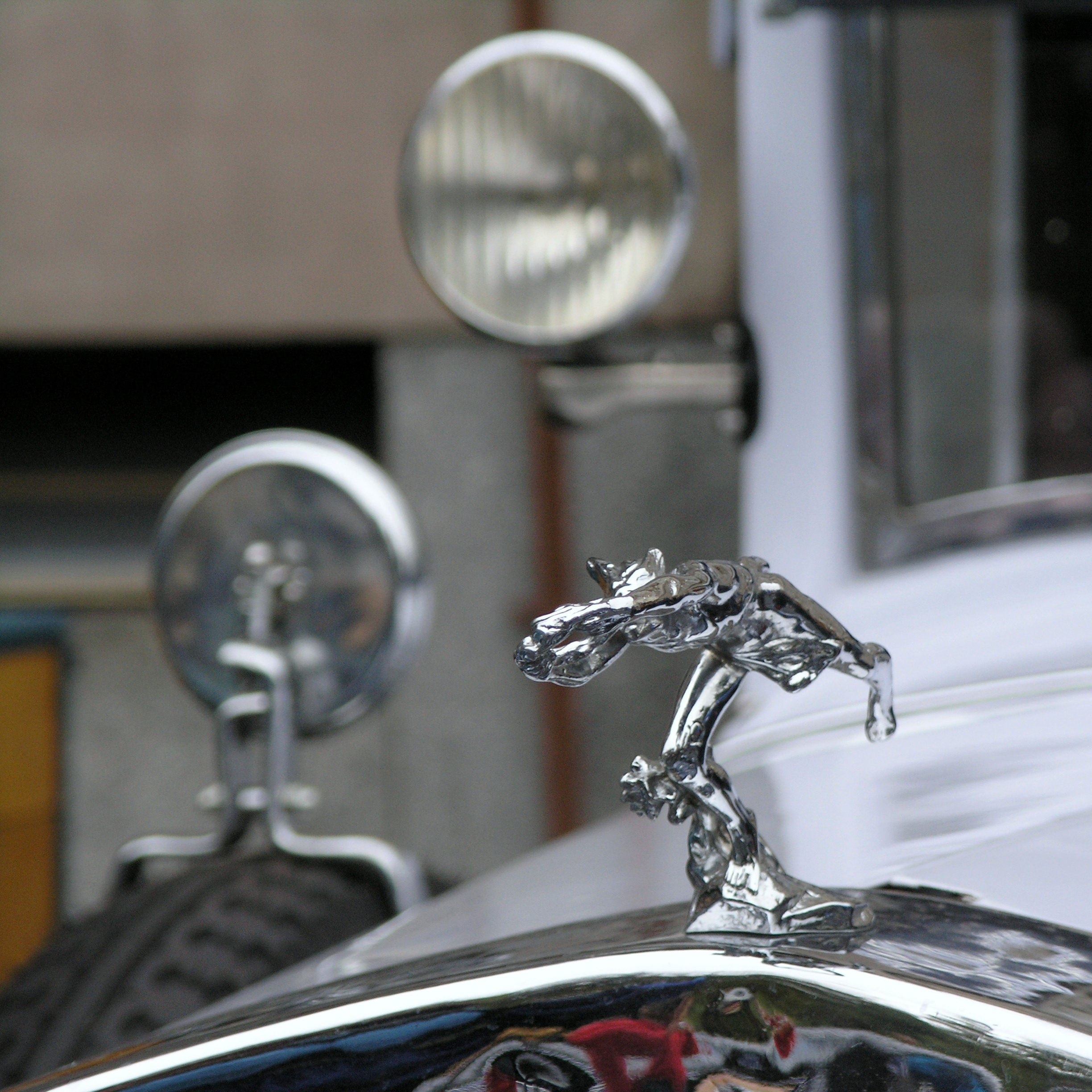
Praga Grand: detail